# Norbert Schneider (Kunsthistoriker)
Norbert Schneider (* 28. Juni 1945 in Salzgitter; † 17. November 2019) war ein deutscher Kunsthistoriker.

## Biografie
Schneider besuchte das Gymnasium Hammonense (Staatliches altsprachliches Gymnasium Hamm) und studierte von 1965 bis 1970 an der Universität Münster die Fächer Kunstgeschichte, Germanistik (Ältere und Neuere Abteilung), Mittellateinische Philologie, Philosophie und Pädagogik sowie anfangs auch evangelische Theologie mit dem Schwerpunkt Kirchengeschichte. Er promovierte im Februar 1971 zum Dr. phil. im Fach Kunstgeschichte.  Danach war er kommissarisch – als Nachfolger von Martin Warnke – wissenschaftlicher Assistent am Kunstgeschichtlichen Institut, anschließend 1972 bei Peter von Moos wissenschaftlicher Mitarbeiter am Seminar für Mittellateinische Philologie der Universität Münster.
1973 trat er an der Hochschule für Gestaltung Bremen die später in eine Professur umgewandelte Planstelle eines Dozenten für Theorie und Geschichte ästhetischer Praxis an. 1976 wurde er auf eine Professur für Kunstgeschichte und ihre Didaktik an der Pädagogischen Hochschule Westfalen-Lippe, Abteilung Münster, berufen. Von 1980 bis 1993 war er mit gleicher Denomination Professor an der Universität Münster. 1993 übernahm er die neu eingerichtete Professur für Geschichte der visuellen Kultur an der Fakultät für Geschichtswissenschaft der Universität Bielefeld, nachdem er zuvor einen Ruf auf die Professur für Kunstwissenschaft an der Universität Landau abgelehnt hatte. Eine weitere Berufung erfolgte 1995 an die Universität Dortmund (Professur für Kunstwissenschaft). Von 1998 bis zu seiner Emeritierung im Wintersemester 2009/10 war er Professor für Kunstgeschichte und Leiter des Instituts für Kunstgeschichte an der Universität Karlsruhe.
Schneider war seit 1992 korrespondierendes Mitglied des Instituts für Kulturgeschichte der Frühen Neuzeit an der Universität Osnabrück. Er war Mitglied des Interfakultativen Instituts für Angewandte Kulturwissenschaft an der Universität Karlsruhe und gehörte dem Lehrkörper des von Hans Belting inaugurierten Graduiertenkollegs „Bild – Körper – Medium. Eine anthropologische Perspektive“ (1999–2009) an der Staatlichen Hochschule für Gestaltung Karlsruhe an. 2007 war er Fellow am Vlaams Academisch Centrum (VLAC, Institute for Advanced Study) der Koninklijke Vlaamse Academie van België voor Wetenschappen en Kunsten in Brüssel. Er war Fellow des Berliner Instituts für kritische Theorie. Von 2007 bis 2010 war er als Nachfolger von Jutta Held Vorsitzender der Guernica-Gesellschaft. Er war Mitherausgeber des Jahrbuchs Kunst und Politik und gab mehrere Schriftenreihen heraus. Den Beiräten der Zeitschriften Kritische Berichte und Oxford Art Journal gehörte er als Mitglied an.
Schneider war seit 1974 mit der Kunsthistorikerin Jutta Held (1933–2007) verheiratet.

## Werke
Schneider arbeitete auf zahlreichen Gebieten. Seine anfänglichen Forschungsschwerpunkte waren die Kunst des frühen Mittelalters und die Malerei des 19. Jahrhunderts (Caspar David Friedrich und Arnold Böcklin). Seit den 1980er Jahren forscht er vorwiegend zur niederländischen Kunst des 15.–17. Jahrhunderts (u. a. zu Jan van Eyck und Jan Vermeer) sowie zur italienischen Kunst der Renaissance und des Manierismus. Er legte zu allen Malereigattungen (Historienmalerei, Porträtmalerei, Landschaftsmalerei, Genremalerei und Stillleben) historische Monographien vor.
Daneben befasste er sich mit methodologischen und fachhistorischen Fragen der Kunstgeschichte. Seinen eigenen Ansatz kennzeichnet eine vorwiegend werkbezogene Hermeneutik, die ikonologische und formästhetische Probleme unter sozial- und mentalitätsgeschichtlichen sowie politischen Aspekten untersucht. In den Anfängen waren für ihn Strukturalismus und „Soziologie der symbolischen Formen“ (Pierre Bourdieu) von maßgeblicher Bedeutung; seit den 1980er Jahren nahm zusätzlich das Interesse an Methodik und Resultaten der Annales-Schule sowie des New Historicism zu.
Ein weiteres Forschungsgebiet Schneiders, der in Münster u. a. Schüler von Joachim Ritter, Friedrich Kaulbach und Karlfried Gründer war, war die Philosophiegeschichte, und hier speziell die Geschichte philosophischer Begriffe und Probleme. Sein Arbeitsschwerpunkt war die Philosophie des späten 19. und frühen 20. Jahrhunderts. Er veröffentlichte historische Darstellungen zur Ästhetik und Kunsttheorie sowie zur Erkenntnistheorie.

## Publikationen
(ohne Aufsätze, Katalogbeiträge und Rezensionen)

### Buchveröffentlichungen
- Civitas. Studien zur Stadttopik und zu den Prinzipien der Architekturdarstellung im frühen Mittelalter. Philosophische Dissertation Münster 1971 (erschienen 1973), 283 S.
- mit Berthold Hinz u. a.: Bürgerliche Revolution und Romantik. Natur und Gesellschaft bei Caspar David Friedrich. Anabas, Gießen 1976.
- Jan van Eyck, Der Genter Altar. Vorschläge zu einer Reform der Kirche. Fischer, Frankfurt am Main 1986; 4. Auflage ebenda 1998.
- Studien zum Werk des Petrarcameisters. Osnabrück 1986.[2]
- Stilleben. Realität und Symbolik der Dinge. Die Stillebenmalerei der frühen Neuzeit. Taschen, Köln 1989; zahlreiche Auflagen, Jubiläumsausgabe 2009.
- Porträtmalerei. Hauptwerke europäischer Bildniskunst 1420–1670. Taschen, Köln 1992; zahlreiche Auflagen.
- Rhythmus. Untersuchungen zu einer zentralen Kategorie in der ästhetischen und	kulturphilosophischen Debatte um die Jahrhundertwende. Osnabrück 1992.
- Jan Vermeer 1632-1675. Verhüllung der Gefühle. Taschen, Köln 1993; zahlreiche Auflagen; Jubiläumsausgabe 2010, (Übersetzungen ins Englische, Französische, Spanische, Portugiesische, Italienische, Niederländische, Griechische, Ungarische, Polnische, Russische, Japanische, Chinesische); Édition particulière „Vermeer 1632-1675 ou Les sentiments dissimulés“ für „Le Monde“ als Band 1 von Le Musée du ‚Monde’ am 28. Mai 2005
- (mit Jutta Held) Sozialgeschichte der Malerei vom Spätmittelalter bis ins 20. Jahrhundert. DuMont, Köln 1993 (4. Aufl. 2006)
- Geschichte der Ästhetik von der Aufklärung bis zur Postmoderne. Eine paradigmatische Einführung. Reclam, Stuttgart 1996, 5., verm. Aufl. 2010, Nachdruck 2016 (Übersetzungen ins Italienische 2000 und Slowakische 2002)
- Erkenntnistheorie im 20. Jahrhundert. Klassische Positionen. Reclam, Stuttgart 1998 (2. Aufl. 2006)
- Geschichte der Landschaftsmalerei vom Spätmittelalter bis zur Romantik. WBG, Darmstadt 1999 (3. Aufl. 2011)
- Venezianische Malerei der Frührenaissance. WBG/Primus, Darmstadt 2002
- Geschichte der mittelalterlichen Plastik von der frühchristlichen Antike bis zur Spätgotik. Deubner, Köln 2004
- Geschichte der Genremalerei. Die Entdeckung des Alltags in der Kunst der Frühen Neuzeit. Reimer, Berlin 2004 (Lizenzausgabe WBG/Primus, Darmstadt 2004)
- (mit Jutta Held) Grundzüge der Kunstwissenschaft. Gegenstandsbereiche – Institutionen – Problemfelder. Böhlau, Köln (Weimar, Wien) 2007 (u. ö.)
- Historienmalerei. Vom Spätmittelalter bis zum 19. Jahrhundert. Böhlau, Köln (Weimar, Wien) 2010
- Geschichte der Kunsttheorie. Von der Antike bis zum 18. Jahrhundert. Böhlau, Köln (Weimar, Wien) 2011
- Vermeers „Atelier“-Bild in Wien. Versuch einer Neudeutung. Abschiedsvorlesung, gehalten am 19. Mai 2010. Institut für Kunstgeschichte am KIT, Karlsruhe 2011
- Tiermalerei der Frühen Neuzeit. Eine Skizze. Institut für Kunstgeschichte am KIT, Karlsruhe 2011
- Bilder der Kindheit. Ein ikonologischer Streifzug durch die Kunst der frühen Neuzeit. Institut für Kunstgeschichte am KIT, Karlsruhe 2012
- Die antiklassische Kunst. Malerei des Manierismus in Italien. Lit Verlag, Berlin, Münster 2012 (Karlsruher Schriften zur Kunstgeschichte, Bd. 6)
- Zwischen Expression und Schönheit. Zur Ästhetik des Gesichts auf Bildnissen der Renaissance. Institut für Kunstgeschichte am KIT, Karlsruhe 2012
- Abbild und Reflexion. Zum Motiv des Spiegels in der Malerei des Spätmittelalters und der frühen Neuzeit. Institut für Kunstgeschichte am KIT, Karlsruhe 2013
- Status und Selbstbewusstsein. Niederländische Bildnisse des frühen 16. Jahrhunderts. Institut für Kunstgeschichte am KIT, Karlsruhe 2013
- Theorien moderner Kunst. Vom Klassizismus zur Concept Art. Böhlau, Köln (Weimar, Wien) 2014
- Von Bosch bis Bruegel. Niederländische Malerei im Zeitalter von Humanismus und Reformation. Lit Verlag, Berlin, Münster 2015 (Karlsruher Schriften zur Kunstgeschichte, Bd. 10)
- Italienische Skulptur der Frührenaissance. Institut für Kunst- und Baugeschichte am KIT, Karlsruhe 2016
- Italienische Malerei der Frührenaissance. Institut für Kunst- und Baugeschichte am KIT, Karlsruhe 2016
- Malerei der Frühen Neuzeit. Von Masaccio bis Delacroix. Interpretationen zentraler Werke. Lit Verlag, Berlin, Münster 2017 (Karlsruher Schriften zur Kunstgeschichte, Bd. 11)

### Herausgeberschaft
- Max Raphael: Arbeiter, Kunst und Künstler. S. Fischer, Frankfurt 1975
- (mit Jutta Held) Kunst und Alltagskultur. Pahl-Rugenstein, Köln 1981
- „ein fromm gottesfürchtig Weib ist ein seltsam Gut...“ Frauen in der Bildpropaganda des 16. Jahrhunderts. Münster 1983 (Didaktische Ausstellung an der Universität Münster)
- ZwanzigJahre danach – Kritische Kunstwissenschaft heute (Kritische Berichte 18, 1990, Heft 3)
- Karlsruher Schriften zur Kunstgeschichte, Lit-Verlag, Münster, Berlin
- (mit Martin Papenbrock) Jahrbuch Kunst und Politik (Vandenhoeck & Ruprecht unipress, Göttingen seit 2008)
- (mit Andrew Hemingway) Bildwissenschaft und Visual Culture Studies in der Diskussion (Kunst und Politik. Jahrbuch der Guernica-Gesellschaft 10, 2008).Vandenhoeck & Ruprecht unipress,  Göttingen 2008
- Schriftenreihe der Guernica-Gesellschaft (VDG, Weimar seit 2008)
- (mit Martin Papenbrock) Kunstgeschichte nach 1968 (Kunst und Politik. Jahrbuch der Guernica-Gesellschaft 12, 2010). Vandenhoeck & Ruprecht unipress, Göttingen 2010
- (mit Regine Heß und Martin Papenbrock) Kirche und Kunst. Kunstpolitik und Kunstförderung der Kirchen nach 1945 (Kunst und Politik. Jahrbuch der  Guernica-Gesellschaft 14, 2012). Vandenhoeck & Ruprecht unipress, Göttingen 2012
- Jutta Held: Amerikanische Kunst nach 1960. Minimal Art – Pop Art – Fotorealismu. Kritische Schriften aus den 1970er Jahren. Institut für Kunstgeschichte am KIT, Karlsruhe 2013
- (mit Alexandra Axtmann) Die Wirklichkeit der Kunst. Das Realismus-Problem in der Kunstgeschichte der Nachkriegszeit (Kunst und Politik. Jahrbuch der Guernica-Gesellschaft 16, 2014). Vandenhoeck & Ruprecht unipress, Göttingen 2014
- (mit Andrew Hemingway) Hauptwerke politischer Kunst im 20. Jahrhundert / Icons of 20th-Century Political Art. (Kunst und Politik. Jahrbuch der Guernica-Gesellschaft 18, 2016). Vandenhoeck & Ruprecht unipress, Göttingen 2016